# Trézény
Trézény (tiếng Breton: Trezeni) là một xã của tỉnh Côtes-d'Armor, thuộc vùng Bretagne, tây bắc Pháp.